# عمق البحر

المناطق العميقة في البحر

يرمز مصطلح عمق البحر أو الطبقة العميقة إلى أدنى طبقة في المحيط، توجد أسفل المنحدر الحراري وفوق قاع البحر، عند عمق يبلغ 1000 قامة (1800 م) أو أكثر. ويخترق هذا الجزء من المحيط القليل من الضوء أو قد لا يخترقه ضوء على الإطلاق، وتعتمد معظم الكائنات الحية التي تعيش هناك على الموارد المتمثلة في سقوط المواد العضوية المنتجة في المنطقة المضاءة. ولهذا السبب، افترض العلماء ذات مرة أنه نتيجة لذلك ستكون الحياة نادرة للغاية في أعماق المحيط، ولكن في الواقع كشفت الدراسات أنه، على العكس من ذلك، تزدهر الحياة في أعماق المحيط.
ومنذ فترة بليني وصولًا إلى البعثة الاستكشافية على متن سفينة تشالنجر في الفترة من عام 1872 و1876 التي كانت تهدف إلى إثبات خطأ وجهة نظر بليني؛ تمكنت الجرافات والشباك العميقة من استخراج الكائنات الحية من كافة الأعماق التي يمكنها الوصول إليها. ومع ذلك، حتى في فترة القرن العشرين، استمر العلماء في تخيل الحياة الموجودة عند أعماق هائلة بأنها خيالية أو بالأحرى غير منطقية. إنهم يعتقدون أن عوامل الظلام الأبدي والضغط الذي لا يمكن تصوره والبرد القارس الذي يوجد على عمق ألف متر كانت تعمل بمثابة مثبطات تحول دون إقامة حياة في هذه المنطقة. وبرغم ذلك، فإن العكس هو الصحيح؛ فتحت عمق (أقل من 200 متر) يقع أكبر موطن للأحياء على سطح الأرض.
في عام 1960، غطست غواصة الأعماق تريست إلى أسفل خندق ماريانا بالقرب من جزيرة غوام، على عمق 35798 قدمًا أو 6.77 ميلاً (10922 مترًا)، وهذه أعمق نقطة لأي محيط. فإذا افترضنا أن جبل إفرست انغمر بالكامل بالمياه هناك، فستصل قمته إلى أكثر من ميل تحت السطح. وفي هذا العمق الكبير، تمت رؤية سمك صغير شبه مفلطح يتحرك مبتعدًا عن ضوء غواصة الأعماق. ثم تقاعدت سفينة تريست لفترة من الوقت وأصبحت المركبة اليابانية التي تعمل عن بعد (ROV) كاكيو السفينة الوحيدة القادرة على الوصول إلى هذا العمق. وفُقدت هذه السفينة في البحر عام 2003. وفي مايو ويونيو 2009، عادت المركبة الهجينة التي تعمل عن بعد (HROV) نيريوس إلى عمق تشالنجر ديب للقيام بسلسلة تتكون من ثلاث عمليات غطس لأعماق تصل حتى 10900 متر.
ويُقال إنه تتوفر معلومات متعلقة بالقمر تفوق تلك المتعلقة بالأجزاء الأعمق من المحيط. وحتى أواخر سبعينيات القرن العشرين، كان يتوفر القليل من المعلومات الخاصة بحجم الحياة في قاع المحيط العميق، غير أن اكتشاف المستعمرات الهائلة للجمبري والكائنات الحية الأخرى التي توجد حول المنافس الحرمائية كانت سببًا في تغير اتجاه عدم المعرفة هذا. فقبل اكتشاف المنافس الموجودة في أعماق البحر، تم قبول فكرة أن كافة الأحياء الموجودة على سطح الأرض تستمد طاقتها (بطريقة أو بأخرى) من الشمس. وفي نفس الوقت، أظهرت الاستكشافات الجديدة حقيقة أن مجموعات المخلوقات تحصل على المواد الغذائية والطاقة مباشرة من المصادر الحرارية والتفاعلات الكيميائية المرتبطة بالتغيرات في الرواسب المعدنية. فهذه الكائنات الحية تنمو وتنتعش في البيئات ذات الظلام الدامس واللاهوائية بشكل كامل، ففي المياه ذات مستويات الملوحة العالية، تعتمد تلك الأحياء على كبريتيد الهيدروجين كمصدر للمعيشة، وهو غاز يعتبر عالي السمية بالنسبة لكافة الأحياء الأرضية تقريبًا. إن هذا الاكتشاف الثوري الذي أثبت إمكانية وجود حياة في ظل هذه الظروف القاسية قد غير الآراء حول فرص أن تكون هناك حياة على كوكب آخر في الكون. والآن يعتقد العلماء أن أوروبا، وهو أحد الأقمار التي تدور حول كوكب المشترى، قد يكون قادرًا على توفير الحياة أسفل سطحه الجليدي، حيث يوجد دليل على وجود محيط كبير من الماء السائل.

## الخصائص البيئية

### الضوء
لا يستطيع الضوء الطبيعي اختراق عمق المحيط، باستثناء الأجزاء العليا من طبقة المياه متوسطة العمق. ونظرًا لأن عملية التركيب الضوئي غير ممكنة الحدوث، فبالتالي لا يمكن لـ النباتات العيش في هذه المنطقة. وفي حين تعتبر النباتات الكائنات المنتجة الأولية لمعظم النظم الإيكولوجية على سطح الأرض، فيلزم أن تعتمد الحياة في هذه المنطقة من المحيط على الحصول على مصادر الطاقة من مكان آخر. وباستثناء المناطق القريبة من المنافس الحرمائية، تستمد هذه الطاقة من المواد العضوية العائمة أسفل المنطقة المضاءة.